# فرودگاه تیبل راک
فرودگاه تیبل راک (به انگلیسی: Table Rock Airport) یک فرودگاه خصوصی است که یک باند فرود خاک دارد و طول باند آن ۱۰۰۵ متر است. این فرودگاه در کشور ایالات متحده آمریکا قرار دارد و در ارتفاع ۱۳۱۲ متری از سطح دریا واقع شده است.